# Google DeepMind
DeepMind Technologies este o filială americano-britanică de inteligență artificială a Alphabet Inc. și un laborator de cercetare fondat în septembrie 2010. DeepMind a fost achiziționată de Google în 2014. Compania are sediul în Londra, cu centre de cercetare în Canada, Franța și Statele Unite ale Americii. În 2015, a devenit o filială deținută integral de Alphabet Inc, compania mamă a corporației Google.
DeepMind a creat o rețea neuronală care învață cum să joace jocuri video într-un mod similar cu cel al oamenilor, precum și o mașină Turing neurală sau o rețea neuronală care poate accesa o memorie externă cum ar fi o mașină Turing convențională, ceea ce are ca rezultat un computer care imită memoria pe termen scurt a creierului uman.
DeepMind a fost în centrul atenției în 2016, după ce programul său AlphaGo l-a învins pe un jucător profesionist de go, Lee Sedol, campion mondial, într-un meci de cinci jocuri, lucru care a devenit subiectul unui film documentar. Un program mai general, AlphaZero, a învins cele mai puternice programe de go, șah și shogi (șah japonez), după câteva zile de joc împotriva sa folosind tehnica de învățare prin întărire. În 2020, DeepMind a făcut progrese semnificative în problema plierii proteinelor.